# Raffelshof
Raffelshof ist eine Einöde, die zu Wehlmäusel gehört, das ein Gemeindeteil der Stadt Feuchtwangen im Landkreis Ansbach (Mittelfranken, Bayern) ist. Raffelshof liegt in der Gemarkung Krapfenau.

## Geographie
Raffelshof besteht aus drei Wohn- und mehreren Nebengebäuden. Unmittelbar östlich fließt der Lotterbach vorbei, der einige Weiher speist und ein linker Zufluss der Sulzach ist. Im Westen grenzt das Waldgebiet Stüblein an, im Osten jenseits des Lotterbachs liegt das Bäckenholz. Ein Anliegerweg führt zu einer Gemeindeverbindungsstraße (0,2 km östlich), die nach Wehlmäusel (0,5 km nördlich) bzw. nach Weikersdorf zur Kreisstraße AN 41 verläuft (1 km südwestlich).

## Geschichte
Aus den Angaben des Katasters der Gemeinde Krapfenau von 1834 kann geschlossen werden, dass der Name des Hofs sich vom Familiennamen des Besitzers ableitet. Während des Alten Reichs soll der Hof das ansbachische Stiftsverwalteramt Feuchtwangen als Grundherrn gehabt haben. Zu dem Anwesen gehörten 24 ha Acker- und Weideland und 17 ha Wald. Unter der preußischen Verwaltung (1792–1806) des Fürstentums Ansbach erhielt der Raffelshof bei der Vergabe der Hausnummern die Nr. 15 des Ortes Wehlsmäusel. Von 1797 bis 1808 unterstand der Ort dem Justiz- und Kammeramt Feuchtwangen.
Mit dem Gemeindeedikt (frühes 19. Jahrhundert) wurde Raffelshof dem Steuerdistrikt Dentlein und der Ruralgemeinde Krapfenau zugeordnet.
Raffelshof wurde lediglich bei den auf den Volkszählungen von 1861, 1871 und 1885 fußenden Ortsverzeichnissen berücksichtigt. 1885 bestand der Ort aus zwei Wohngebäuden mit 17 Einwohnern.
Im Zuge der Gebietsreform wurde Raffelshof am 1. Juli 1971 nach Feuchtwangen eingemeindet.

## Religion
Die Katholiken sind seit 1863 nach Maria Immaculata (Dürrwangen) gepfarrt, die Protestanten nach Feuchtwangen.